# Weiden-Gallenbohrer

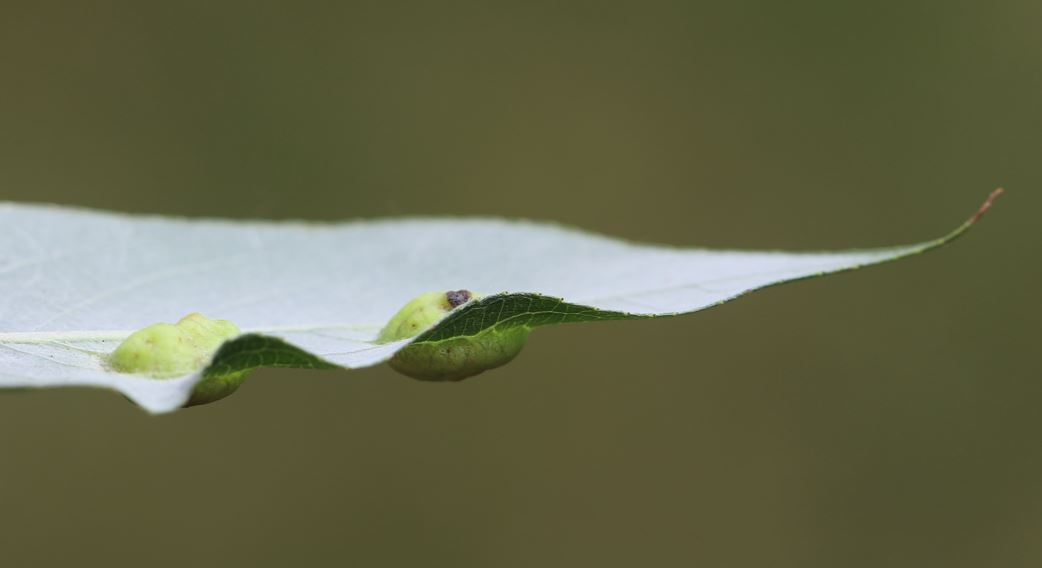
Gallen der Blattwespe Euura proxima an Silberweidenblatt

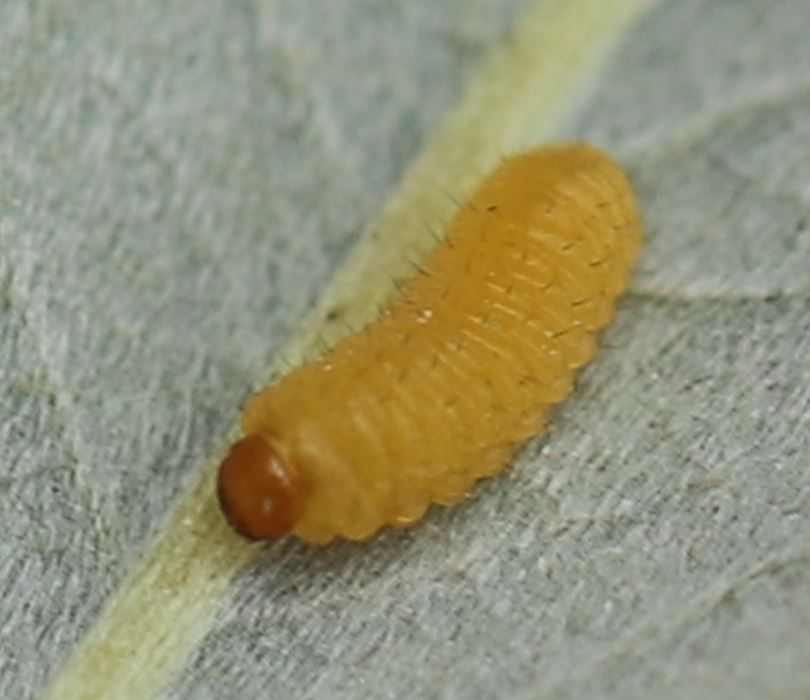
Larve im August

Der Weiden-Gallenbohrer (Archarius salicivorus) ist ein Käfer aus der Familie der Rüsselkäfer (Curculionidae). Die Art wurde von dem schwedischen Entomologen Gustaf von Paykull im Jahr 1792 als Curculio salicivorus erstbeschrieben. Unter diesem Synonym wurde die Art noch bis vor kurzem geführt. Das lateinische Art-Epitheton salicivorus setzt sich aus salix für „Weiden“ und vorus für „essend“ zusammen.

## Merkmale
Die Käfer sind 1,8–2,8 mm lang (gemessen von der Vorderkante der Augen bis zum hinteren Ende der Flügeldecken). Sie besitzen einen kompakten Körper mit einem langen schlanken Rüssel (Rostrum). Halsschild und Flügeldecken der schwarzen Käfer sind mit silbrigen Schuppen bedeckt. Die Unterseite der Käfer ist vollständig weiß beschuppt.
Die 4 mm lange beinlose, dottergelbe Larve besitzt eine rotbraune Kopfkapsel. Reihen kleiner abstehender Härchen verlaufen längs der Oberseite des Körpers.

## Verbreitung
Der Weiden-Gallenbohrer ist in Europa weit verbreitet. Die Art kommt in fast allen Ländern vor und fehlt offenbar nur auf der Irischen Insel. Im Süden reicht das Vorkommen bis nach Nordafrika, im Osten bis nach Sibirien. Nach Nordamerika (Provinz Québec) wurde die Art offensichtlich eingeschleppt.

## Lebensweise
Die Käfer beobachtet man von März bis August in der Umgebung von Weiden. Die Weibchen legen ihre Eier in die Gallen von Blattwespen der Untergattung Pontonia innerhalb der Gattung Euura, darunter Euura proxima. Die Gallen dieser Blattwespen befinden sich an den Blättern von Weiden. Die Käferlarve ernährt sich von dem Pflanzengewebe. Die Blattwespenlarve überlebt in der Regel nicht die Anwesenheit der größeren Käferlarve. Die Käferlarve verlässt schließlich die Galle und verpuppt sich im Boden. Die Käferart bildet zwei Generationen im Jahr und überwintert als Imago.

## Gefährdung
Die Art gilt in Deutschland als ungefährdet.